# Ion Barbu
Pour les articles homonymes, voir Barbu.
Dan Barbilian, connu aussi sous le nom de plume Ion Barbu, né le 18 mars 1895 à Câmpulung et mort le 11 août 1961 à Bucarest, est un poète et mathématicien roumain. Considéré comme l'un des plus grands poètes roumains du XXe siècle, il est surtout connu  pour son volume Joc second (Lecture en miroir). 

## Biographie
Dan Barbilian est le fils de Constantin Barbilian et Smaranda, qui sont nés à Şoiculescu. Son enfance est liée à divers endroits autour de Campulung. Il a étudié au lycée Ion Brătianu à Piteşti et au lycée Gheorghe Lazar à Bucarest. 
Il étudie ensuite à l'Université de Bucarest, où il obtient son diplôme en 1921. Puis il se rend en 1921 à l'Université de Göttingen pour étudier la théorie des nombres avec Edmund Landau pendant deux ans. Il revient en Roumanie en 1924 et en octobre 1926 il est enseignant adjoint pour la géométrie analytique à la Faculté des sciences de l'université de Bucarest. Il soutient sa thèse, écrite sous la direction de Gheorghe Țițeica,  en 1929. 
En janvier 1929, il obtient son doctorat en mathématiques et il devient un membre du département de mathématiques de la Société des Sciences de Roumanie.
Ion Barbu est mort à Bucarest le 11 août 1961, et est enterré au cimetière Bellu.

## Ses œuvres poétiques
En 1918, il fait ses débuts de poète, publiant sa poésie dans divers magazines. 
Voici quelques titres de poèmes de Ion Barbu : Humanisation (12 juin 1920), Nasreddin à Isarlak (1er janvier 1922), Cryptic Riga Enigels Lapp (1er juin 1924).
Une traduction est parue en 1973, à Bucarest, sous le titre Jeu second/Joc secund, traduction en français par Yvonne Stratt, avec une préface de Dinu Pillat.